# Pteromalus myopites
Pteromalus myopites is een vliesvleugelig insect uit de familie Pteromalidae. De wetenschappelijke naam is voor het eerst geldig gepubliceerd in 1901 door De Stefani Perez.